# 欧特弗耶
欧特弗耶（法語：Hautefeuille，法語發音：[otfœj] ⓘ）是法国塞纳-马恩省的一个市镇，属于莫城区。

## 地理
欧特弗耶（48°45'55"N, 2°58'0"E）面积9.8 平方千米，位于法国法蘭西島大區塞纳-马恩省，该省份为法国北部内陆省份，北起瓦兹省，西接埃松省、马恩河谷省、塞纳-圣但尼省和瓦兹河谷省，南至卢瓦雷省，东南接约讷省，东临马恩省和奥布省，东北接埃纳省。
与欧特弗耶接壤的市镇（或旧市镇、城区）包括：佩扎尔什、莫兰河畔拉塞勒、法尔穆捷、盖拉尔、吕米尼-内勒-奥尔莫、莫尔塞夫。

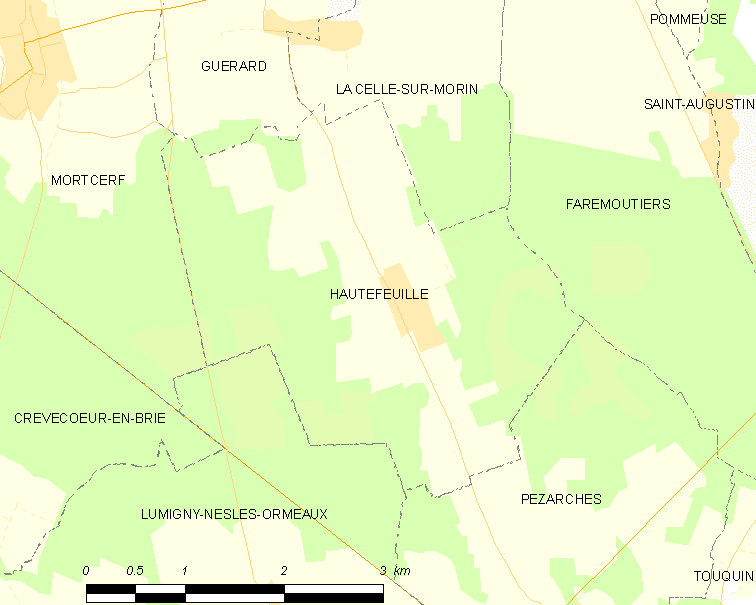
欧特弗耶的OSM定位图

欧特弗耶的时区为UTC+01:00、UTC+02:00（夏令时）。

## 行政
欧特弗耶的邮政编码为77515，INSEE市镇编码为77224。

## 政治
欧特弗耶所属的省级选区为库洛米耶县。

## 人口

1962-2008年间欧特弗耶人口变化图示

欧特弗耶于2022年1月1日时的人口数量为254人。